# Coupe de Grèce féminine de football
La Coupe de Grèce féminine de football est une compétition de football féminin à élimination directe opposant les clubs grecs, qui a connu trois éditions de 2000 à 2002. La compétition est relancée pour la saison 2012-2013.

## Palmarès
| Année     | Vainqueur               | Finaliste               | Score           |
| --------- | ----------------------- | ----------------------- | --------------- |
| 2000      | Olympiada Thessalonique | APO Ifestos Peristerioy | 2-0             |
| 2001      | GS Kavala '86           | APO Ifestos Peristerioy | 3-1             |
| 2002      | PAOK Salonique          | Doxa Artemis '97        | 4-0             |
| 2003-2012 | Non disputée            | Non disputée            | Non disputée    |
| 2013      | PAOK Salonique          | Elpides Karditsas       | 1-0 ap          |
| 2014      | PAOK Salonique          | Amazones Dramas         | 4-1             |
| 2015      | PAOK Salonique          | Odysseas Glyfadas       | 0-0 ap, 4-3 tab |
| 2016      | PAOK Salonique          | Amazones Dramas         | 2-0             |
| 2017      | PAOK Salonique          | Phidon Argous           | 7-0             |
| 2018-2023 | Non disputée            | Non disputée            | Non disputée    |
| 2024      | PAOK Salonique          | AEK Athènes             | 1-1 ap, 5-4 tab |